# 올아일랜드 시니어 풋볼 선수권 대회
올아일랜드 시니어 풋볼 선수권 대회(영어: All-Ireland Senior Football Championship, 아일랜드어: Craobh Shinsir Peile na hÉireann)는 게일릭 풋볼의 최고의 카운티 간 대회이다. 카운티 팀은 서로 경쟁하며 우승자는 올 아일랜드 챔피언으로 선언된다.
게일체육협회(GAA)가 주최한 이 챔피언십은 1887년 이후 한 번을 제외하고 매년 개최되어 왔다.
결승전은 연중 35번째 일요일까지 더블린의 크로크 파크에서 치러지며, 승리한 팀은 샘 맥과이어 컵을 받는다. 대부분의 기간 동안 올아일랜드 선수권 대회는 팀이 패배하면 챔피언십에서 탈락하는 연속 녹아웃 방식으로 진행되었다. 최근에는 챔피언십 자격 절차가 여러 번 변경되었다. 현재 자격은 6개의 피더 대회에 참가하는 팀으로 제한된다. 4개의 지방 챔피언십 결승 진출자인 코나흐트, 렌스터, 먼스터 및 얼스터, 테일틴 컵 보유자 및 자격을 갖추지 못한 최고의 내셔널 풋볼 리그 팀이 16개 팀 그룹 스테이지에 진출한다.
현재 올아일랜드 챔피언십에는 33개 팀이 참가하고 있으며, 케리(Kerry), 더블린(Dublin), 골웨이(Galway), 캐번(Cavan)이 각 지역에서 가장 성공적인 팀이다.
이 타이틀은 19개 카운티에서 획득했으며 그 중 17개 카운티가 두 번 이상 타이틀을 획득했다. 역대 기록 보유자는 케리로 38차례 우승을 차지했다. 아마(Armagh)는 현재 타이틀 보유자이며 2024년 결승전에서 골웨이를 1-11 대 0-13으로 꺾었다.